# Consórcio Paulista de Manômero
COPAMO - Consórcio Paulista de Manômero Ltda, empresa constituída em 1968, compunha o projeto petroquímico da Unipar Carbocloro e era encarregada pela fabricação de monômero de cloreto de vinila (MVC), com fábrica em Santo André.
Através da parceria entre Unipar e o grupo belga Solvay (empresa), é constituída a COPAMO, que com o etileno, recebido da Petroquímica União, produzia o monômero de cloreto de vinila, a matéria-prima do PVC.
Em 1972, inaugura sua planta no município de Santo André, evento que contou com a presença do governador Laudo Natel, com capacidade de produção de 100 mil toneladas por ano.
Em 1989, a Copamo adquiriu a Brasivil Resinas Vinílicas Ltda, integrando-a às suas unidades de fabricação e completando o ciclo de produção de PVC. E em 1991, adotou o nome do grupo, passando a se chamar Solvay do Brasil S.A.